# Стівен Даунс (тенісист)
Стівен Даунс (англ. Steven Downs; нар. 8 вересня 1975) — колишній новозеландський тенісист.
Найвищу одиночну позицію світового рейтингу — 279 місце досяг 10 липня 1995, парну — 201 місце — 10 квітня 1995 року.
Завершив кар'єру 1997 року.

## Юніорські фінали турнірів Великого шолома

### Одиночний розряд: 2 (2 поразки)
| Результат | Рік  | Турнір                                 | Покриття | Суперник     | Рахунок  |
| --------- | ---- | -------------------------------------- | -------- | ------------ | -------- |
| Поразка   | 1993 | Відкритий чемпіонат Австралії з тенісу | Тверде   | Джеймс Бейлі | 3–6, 2–6 |
| Поразка   | 1993 | Відкритий чемпіонат США з тенісу       | Тверде   | Марсело Ріос | 6–7, 3–6 |

### Парний розряд: 2 (2 перемоги)
| Результат | Рік  | Турнір                               | Покриття | Партнер         | Суперники                   | Рахунок       |
| --------- | ---- | ------------------------------------ | -------- | --------------- | --------------------------- | ------------- |
| Перемога  | 1993 | Відкритий чемпіонат Франції з тенісу | Ґрунт    | Джеймс Грінхелг | Невілл Годвін Гарет Вільямс | 6–1, 6–1      |
| Перемога  | 1993 | Вімблдонський турнір                 | Трава    | Джеймс Грінхелг | Невілл Годвін Гарет Вільямс | 6–7, 7–6, 7–5 |

## Фінали ATP Челленджер і ITF Ф'ючерс

### Одиночний розряд: 1 (0–1)
| Легенда              |
| -------------------- |
| ATP Челленджер (0–1) |
| ITF Ф'ючерс (0–0)    |

| Фінали за покриттям |
| ------------------- |
| Тверде (0–1)        |
| Ґрунт (0–0)         |
| Трава (0–0)         |
| Килим (0–0)         |

| Результат | В-П | Дата     | Турнір          | Рівень     | Покриття | Суперник        | Рахунок  |
| --------- | --- | -------- | --------------- | ---------- | -------- | --------------- | -------- |
| Поразка   | 0–1 | Гру 1996 | Перт, Австралія | Челленджер | Тверде   | Річард Фромберг | 0–6, 3–6 |

### Парний розряд: 1 (0–1)
| Легенда              |
| -------------------- |
| ATP Челленджер (0–1) |
| ITF Ф'ючерс (0–0)    |

| Фінали за покриттям |
| ------------------- |
| Тверде (0–1)        |
| Ґрунт (0–0)         |
| Трава (0–0)         |
| Килим (0–0)         |

| Результат | В-П | Дата     | Турнір      | Рівень     | Покриття | Партнер         | Суперники                | Рахунок       |
| --------- | --- | -------- | ----------- | ---------- | -------- | --------------- | ------------------------ | ------------- |
| Поразка   | 0–1 | Сер 1995 | Бронкс, США | Челленджер | Тверде   | Джеймс Грінхелг | Джеймі Гомс Росс Матесон | 3–6, 7–5, 3–6 |